# Hallands Nyheter
Hallands Nyheter (HN) est un quotidien suédois, publié à Falkenberg. Il est publié 6 jours par semaine. Sa ligne éditoriale soutenait le Parti du centre. Le quotidien est distribué principalement dans les municipalités de Falkenberg et Varberg. Dans ces municipalités, il atteint plus de 70 % des ménages. Le magazine a des bureaux de rédaction à Falkenberg, Varberg, Kungsbacka, Halmstad et Ullared.
Il a été créé en 1905 par Artur Lagerihn, et est passé au format tabloïd le 27 février 2007.